# La storia sacra
(Conclusione di La storia sacra; p. 257.)
La storia sacra è un libro di testo scolastico e monografico sul Nuovo e Vecchio Testamento scritto da un anonimo sacerdote della diocesi di Basilea e tradotto in lingua italiana da padre Carlo Ignazio Fransioli nel 1868.

## Caratteristiche
Il libro è conosciuto anche con i titoli alternativi La storia sacra del Vecchio e Nuovo Testamento illustrata e Storia biblica illustrata ad uso delle scuole.
Il prestigio e la notorietà del libro è rappresentata, oltre che dalla diffusione, anche dalle dichiarazioni di grande favore di papa Leone XIII seguite a quelle di Eugène Lachat. Non meno importante è anche il valore antiquario del volume; si ricorda che è stato inserito tra i libri dell'archivio di Quinto Santoli.

## Argomenti trattati
Il testo è definibile una cernita di passi biblici. Vengono riportati dalla Vulgata di San Girolamo ma non sono rare alterazione del testo, riduzioni e aggiunte ad opere dall'autore.
(Conclusione di "Vita di Nostro Signore Gesù Cristo" in La storia sacra; pp. 229-230.)

### Vecchio Testamento
Per quanto riguarda l'Antico Testamento viene fatta una scelta complessiva che tende a non escludere nessun libro, in modo da avere una completezza generale. 

I primi racconti, tratti dalla Genesi (Pentateuco), sono la creazione del mondo, la creazione degli Angeli, la vita felice prima del "peccato della mela", il peccato stesso con Adamo ed Eva e la loro punizione. Seguono Caino ed Abele, il diluvio universale, il sacrificio di Noè e il tentativo della costruzione della torre di Babele.
In quella che viene considerata la "seconda epoca" il testo presenta 18 racconti, anch'essi tratti dal libro della Genesi ad eccezione dell'ultimo che proviene dal libro di Giobbe: la vocazione di Abramo e le sue virtù, il matrimonio di Isacco e Rebecca, Esaù e Giacobbe, la fuga di Giacobbe e il suo soggiorno a casa dello zio Labano e il suo ritorno a casa. Sempre parte di questa sono i racconti della vita di Giuseppe: nella casa paterna, il racconto della sua vendita da parte fratelli, il tempo trascorso nella casa di Putifare, la sua prigionia, la sua esaltazione fino a vice-re, l'incontro in Egitto con i suoi fratelli, il viaggio di Beniamino (il fratello più piccolo), la storia della "coppa d'argento", il momento di quando si fa riconoscere, il viaggio di Giacobbe in Egitto e la morte di questi ultimi due. Infine viene presentata la storia del paziente Giobbe, unico testo non proveniente dalla Genesi.

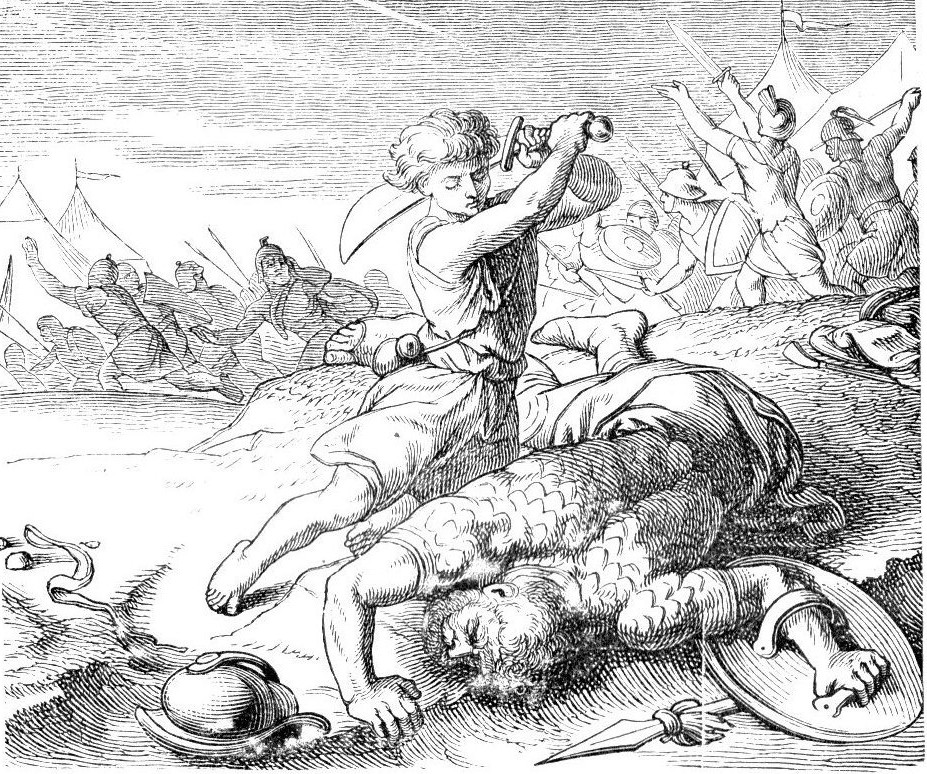
Davide e il gigante Golia (p. 69).

La terza epoca inizia con la nascita di Mosè e altri brani del libro dell'Esodo: la vocazione di Mosè, le dieci piaghe, la morte dei primogeniti e l'uscita dall'Egitto, il passaggio nel mar Rosso, le quaglie, la manna e l'acqua nel deserto del Sinai, i "Dieci comandamenti" (presenti anche nel Deuteronomio), il vitello d'oro. Di altri libri sono invece gli ordinamenti per il culto divino (cioè il tabernacolo e altri mitzvòt), gli esploratori infedeli (tratto dal libro di Giosuè), Core, Dathan e Abiron (dal libro dei Numeri), la diffidenza di Mosè e il serpente di bronzo (meglio noto come Nehustan), la morte di Mosè, l'entrata degli israeliti nella terra promessa (dal libro di Giosuè), i giudici (dall'omonimo libro) e la storia della pia Rut (dal libro di Rut). Gli ultimi racconti di questa sono tutti appartenenti al primo dei due libri di Samuele: i figli malvagi di Eli, prima trattazione di Samuele, il primo re: Saul, il pastorello Davide, Davide e il gigante Golia, l'odio tra Saule e Davide e la morte di Saule.
Nella quarta epoca si analizza, sempre dal secondo libro di Samuele, il racconto della grandezza del regno di Davide e la ribellione di Assalonne. Il testo prosegue nei due libri dei Re con la morte di re Davide, la sapienza di Salomone, la fabbrica del tempio di Gerusalemme, la magnificenza e la fine di questo re, e la decadenza e la divisione del regno.
La quinta epoca è l'epoca della quale viene scelto il maggior numero di racconti.
- Nella prima parte si prosegue dai libri dei re con il profeta Elia il Tisbita, la vittoria contro i sacerdoti di Baal, la vigna di Nabot, il profeta Eliseo, il profeta Giona, la fine del regno di Israele con la conquista assira e si conclude con il libro di Tobia con la storia di Tobia il vecchio, dell'avvertimento a Tobia il giovane, del viaggio di Tobia e il suo ritorno.
- La seconda parte comprende anche un riassunto sui re di Israele e continua con re Ezechia, gli altri re, la cattività di Babilonia e i profeti. Finita questa sezione si ritorna alla descrizione dei re sotto l'esilio babilonese: la fine del regno di Giuda, Daniele e i suoi tre compagni, Daniele salva la casta Susanna (dal libro di Daniele), i tre giovinetti nella fornace (la storia della colonna di Nabucodonosor II e Anania, Mizaele e Azaria), Daniele e Baldassarre di Babilonia, Daniele e l'idolo di Bel e Daniele nella fossa dei leoni.
- La terza parte narra infine il ritorno dalla cattività babilonese, i profeti dopo la cattività, la vita di Ester (protagonista dell'omonimo libro biblico), Giuditta (dal libro di Giuditta), Eleazaro, il martirio dei sette fratelli Maccabei, Malatia e Giuda Maccabeo e in conclusione gli ultimi tempi prima di Cristo.

### Nuovo Testamento
Del Nuovo Testamento si scelgono per lo più brani riguardanti la vita di Gesù dedicando solo la conclusione di 20 racconti alla storia degli Apostoli.

#### Vita di Nostro Signore Gesù Cristo
La prima parte ha titolo "Vita di Nostro Signore Gesù Cristo" e narra:
- Nel primo capo l'Annunciazione della nascita di San Giovanni Battista, l'Annunciazione della nascita di Gesù Cristo, Maria visita Elisabetta, la nascita di Giovanni, la nascita di Gesù, i pastori alla capanna, i re Magi (guidata dalla stella cometa), la presentazione di Gesù al tempio, la fuga in Egitto (a causa della "strage degli innocenti") e Gesù di dodici anni nel tempio.
- Il secondo capo, il più breve dei sette, racconta: Gesù predica e battezza sulle rive del fiume Giordano, il battesimo di Gesù e le tentazioni, Gesù agnello di Dio, i primi discepoli e le nozze di Cana.

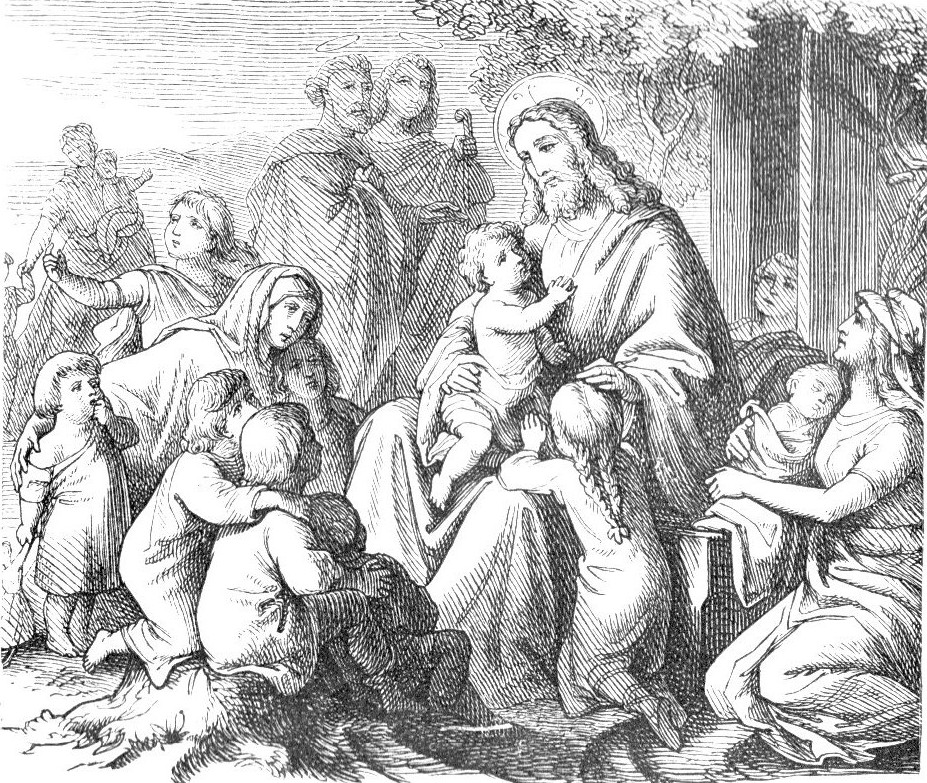
Gesù amico dei fanciulli - lo scandalo (p. 175).

- Nel terzo capo si affronta l'inizio dell'evangelizzazione: i profanatori cacciati dal tempio, abboccamenti di Gesù con Nicodemo, Gesù al pozzo di Giacobbe, Gesù predica in Nazaret, i miracoli di Gesù in Cafarnao, la pesca miracolosa, il paralitico, il discorso sul monte, il lebbroso e il servo del centurione, il figliolo della vedova di Naim, Maddalena la peccatrice (conosciuta anche come Maria di Magdala) e i messi di Giovanni Battista.
- Il quarto capo corrisponde al secondo anno della vita pubblica di Gesù: l'infermo di 38 anni, le sette parabole del regno di Dio, la burrasca sul lago, la figlia di Giairo e la donna inferma, Gesù elegge i dodici Apostoli, la decollazione di Giovanni Battista, la prodigiosa moltiplicazione dei pani e promessa dell'eucaristia.
- Nel quinto capo si prosegue con i 28 racconti del terzo anno della vita pubblica di Gesù: la Cananea, la podestà e le chiavi conferite a San Pietro, la trasfigurazione di Gesù Cristo, Gesù amico dei fanciulli - lo scandalo, il perdono delle ingiurie e il servo inesorabile, la podestà della chiavi conferite agli Apostoli, la parabola del samaritano pietoso (meglio nota come la parabola del buon samaritano), Marta e Maria, l'orazione domenicale, la pecora smarrita e il Buon Pastore, il figliuol prodigo, il ricco Epulone e il mendico Lazzaro, guarigione del cieco nato, i dieci lebbrosi, il pubblicano e il fariseo, il giovine ricco, gli operai della vigna, risurrezione di Lazzaro, i giudei stabiliscono la morte di Gesù, Zaccheo capo dei pubblicani, Maria Maddalena versa unguento sul capo e sui piedi di Gesù, ingresso trionfale di Gesù Cristo in Gerusalemme (poi divenuta la festività della domenica delle palme), il regio banchetto nuziale (anche conosciuta come la parabola del Regno dei cieli), la moneta del tributo, la profezia sulla distruzione di Gerusalemme e sulla fine del mondo (o discorso escatologico), le vergini prudenti e le vergini stolte (conosciuta anche come la parabola delle dieci vergini), la parabola dei talenti e la descrizione del Giudizio universale.

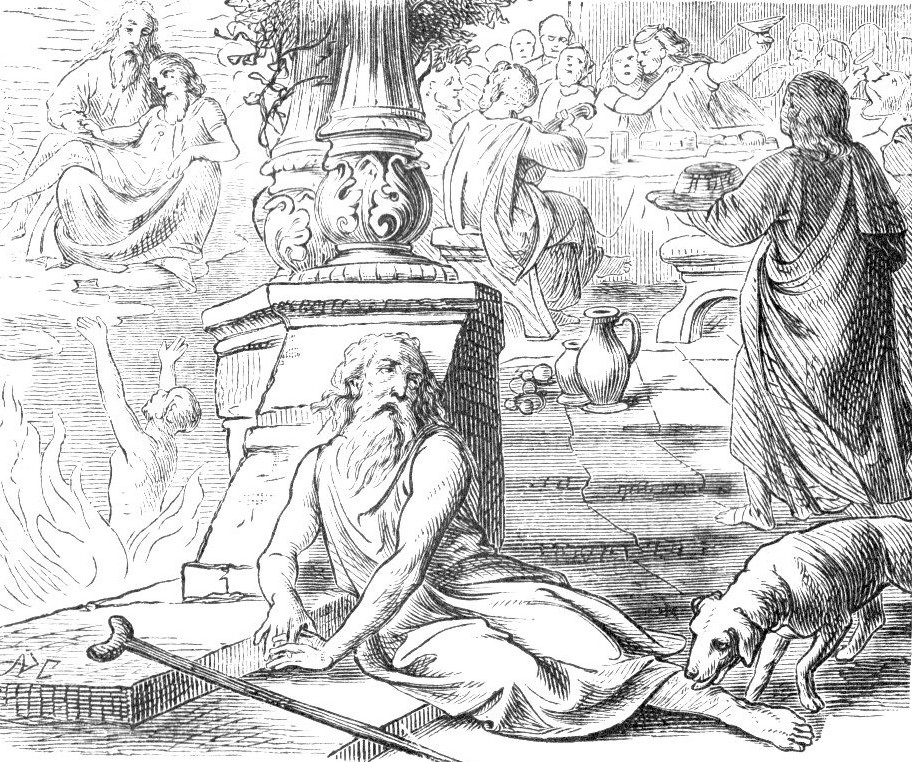
Il ricco Epulone ed il mendico Lazzaro (p. 182).

- Il capo sesto è l'ultima parte inerente alla vita di Cristo e ne analizza il periodo conclusivo o periodo della passione e crocifissione: l'agnello pasquale, la lavanda dei piedi, istituzione del sacramento dell'eucaristia durante l'ultima Cena e la predizione del tradimento di Giuda, lo spergiuro di Pietro, ultimo discorso di Gesù ai suoi discepoli, Gesù nell'orto degli ulivi (o Getsemani), la cattura di Gesù, Gesù dinanzi al sommo sacerdote (Caifa), Pietro rinnega Gesù, la disperazione di Giuda, Gesù è schernito, Gesù dinanzi a Pilato ed Erode, Gesù e Barabba, Gesù è flagellato e coronato di spine, Gesù è condannato a morte, il viaggio al Calvario (anche detto Golgota; che costituisce la Via Crucis), Gesù è inchiodato sulla croce, Gesù in croce, Maria a piè della croce, Gesù muore sulla croce e Gesù è deposto sul sepolcro.
- Nell'ultimo capo il tema è la vita gloriosa di Gesù Cristo: la risurrezione di Gesù Cristo, Gesù appare a Maria Maddalena, la risurrezione di Gesù è annunciata ai principi dei sacerdoti, Gesù appare a due discepoli sulla strada di Emmaus, Gesù appare nel Cenacolo degli Apostoli, Gesù istituisce il sacramento della Penitenza, Gesù e Tommaso, Pietro è istituito primo Pastore, promessa dello Spirito Santo, ultima missione degli Apostoli - ascensione di Gesù Cristo al cielo e conclusione dell'autore.

#### Storia degli Apostoli
Nella seconda e ultima parte di questo Testamento si narra la storia degli Apostoli tratta dagli Atti degli Apostoli; dopo una breve introduzione seguono i racconti: elezione dell'apostolo Mattia, discesa dello Spirito Santo, Pietro risana uno zoppo, Pietro e Giovanni dinanzi al Gran Consiglio, vita dei primitivi cristiani, Anania e Safira, gli Apostoli in prigione, il diacono e protomartire Santo Stefano, la Cresima - il battesimo del tesoriere della regina di Etiopia, conversione di Saulo, visita pastorale del principe degli Apostoli Pietro e battesimo di Cornelio centurione gentile, Pietro in prigione, primo viaggio apostolico di San Pietro, il concilio di Gerusalemme, secondo viaggio apostolico di S. Pietro, terzo viaggio apostolico di S. Pietro, prigionia e morte di San Paolo, gli altri Apostoli e conclusione del traduttore.

## Florilegio di profezie e sentenze
(Marco XII, 31; Conclusione delle "Sentenze morali", p. 269.)
Il "Florilegio di profezie e sentenze della Sacra Scrittura" è una parte del libro di 12 pagine. Essa è divisa in due parti: le "Profezie dell'Antico Testamento" e le "Sentenze morali". Questa sezione è stata aggiunta al testo originale e riporta integralmente uno studio dell'arcivescovo Antonio Martini, noto studioso biblico.
Nella sezione delle "profezie dell'Antico Testamento" sono raccolte 15 profezie tutte riguardanti Gesù Cristo dell'Antico Testamento che, secondo l'autore, si sono verificate nel Nuovo Testamento. Tra queste la venuta del messia in Isaia IX, 6, il tradimento di Giuda Iscariota nel Salmo XL, 9 e Gesù sulla via della croce nella Sacra Cantica III, 11.
Le "sentenze morali" invece sono una raccolta di doveri morali raggruppati per argomenti che sono: L'orazione (intesa come preghiera e adorazione), il Rispetto alle chiese (intese non solo come edifici ma anche come raggruppamenti di persone in preghiera), i Genitori e figli, la Purità, l'Istruzione ed amore al lavoro, i Cattivi compagni, le Opere di misericordia, La lingua (intesa come linguaggio), l'Umiltà e modestia, la Fedeltà e conciliazione e infine La via dei giusti e la via degli empi. Alla fine di queste viene posta una frase di conclusione, tratta dal Vangelo di Marco, con la quale finisce l'opera dell'arcivescovo Martini.

## Dati della stampa

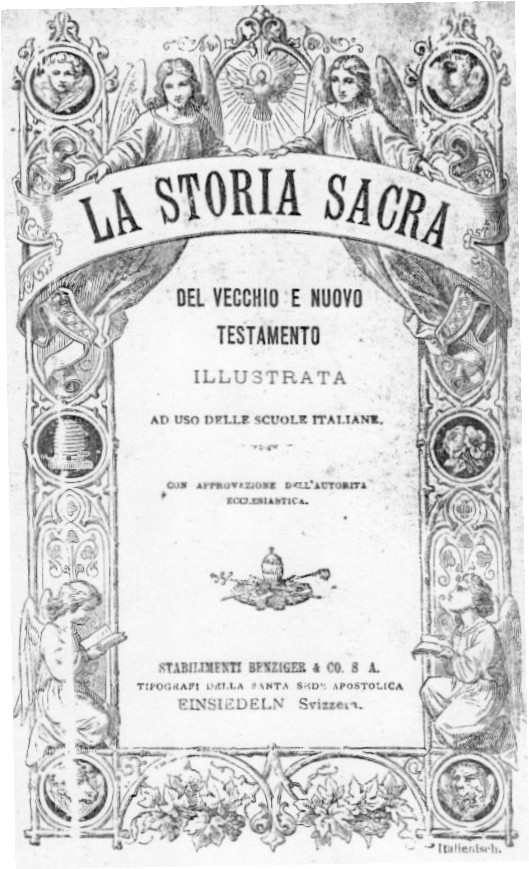
La copertina della XIV edizione.

## Galleria d'immagini

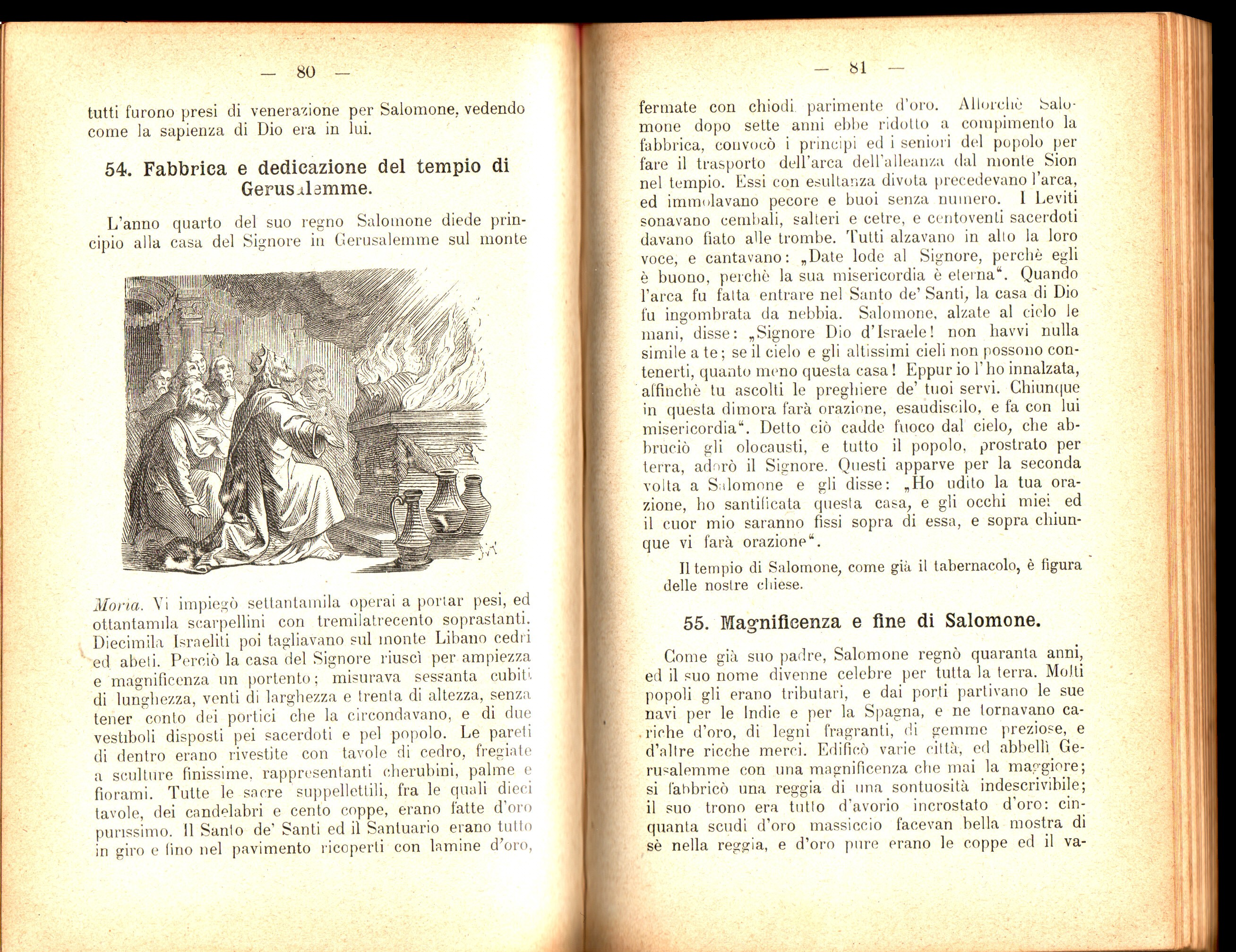
Una visione su due pagine.
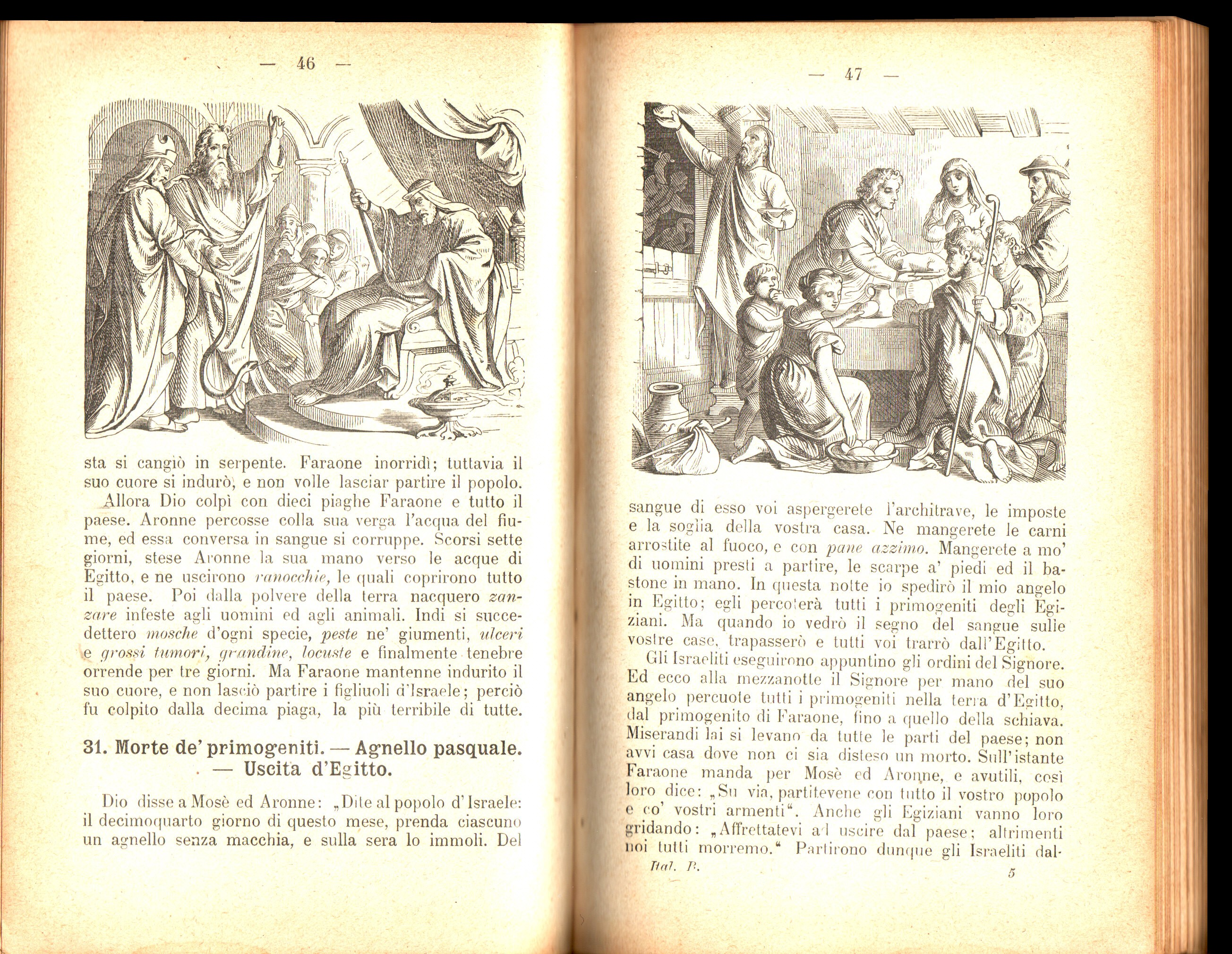
Dittico di illustrazioni.
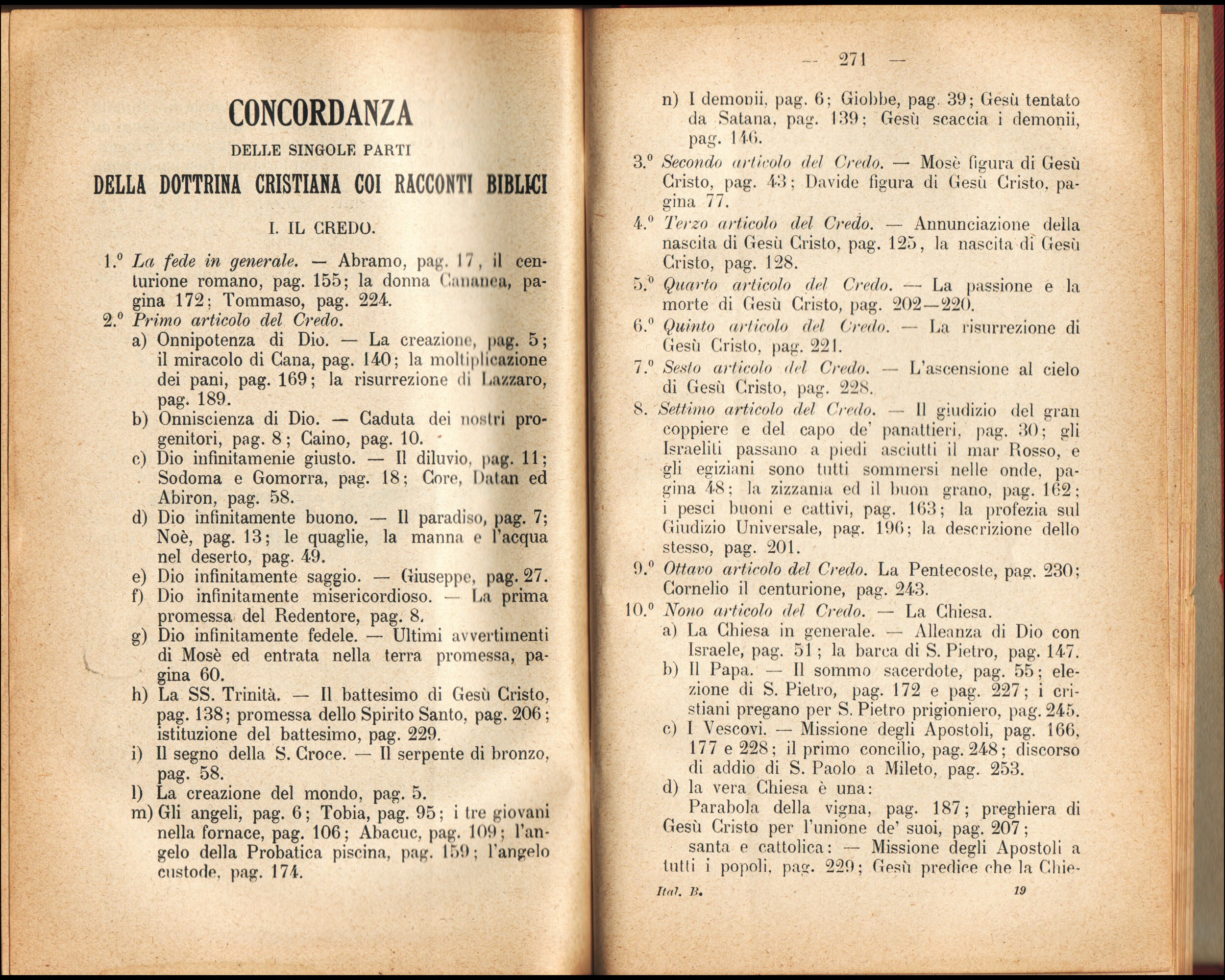
Concordanze tra la dottrina della Chiesa e la Sacra Scrittura.

## Concordanza della dottrina cristiana con i racconti biblici
L'ultima parte di La storia sacra è dedicata a uno studio sulla fondatezza di aspetti della dottrina cristiano-cattolica analizzando la loro enunciazione a partire dal testo sacro con un collegamento al racconto nel libro stesso. Questa sezione spiega anche il motivo della scelta, talvolta non usuale per una versione ridotta della Bibbia, di alcuni brani. Vengono infatti studiati aspetti quali il Credo (per un totale di 3 pagine), i Comandamenti (3 pagine) e i Sacramenti (circa 2 pagine).

### Il Credo
Il testo fa un'analisi delle singole parole della "comune preghiera" dividendo la stessa in XII articoli, dei quali ritenuti di maggiore complessità sono il I e il IX. Sotto ne segue una tabella che ne schematizza il contenuto.
| Articolo            | Tematica                                | Racconto | Pagina                |
| ------------------- | --------------------------------------- | --- | --------------------- |
| La fede in generale |                                         | Abramo; il centurione romano; la donna Cananea; Tommaso | 17-155-172-224        |
| I.a                 | Onnipotenza di Dio                      | La creazione; il miracolo di Cana; la moltiplicazione dei pani; la risurrezione di Lazzaro | 5-140-169-189         |
| I.b                 | Onniscienza di Dio                      | Caduta dei nostri progenitori; Caino | 8-10                  |
| I.c                 | Dio infinitamente giusto                | Il diluvio; Sodoma e Gomorra; Core; Datan e Abiron | 11-18-58              |
| I.d                 | Dio infinitamente buono                 | Il paradiso; Noè; le quaglie, la manna e l'acqua nel deserto | 7-13-49               |
| I.e                 | Dio infinitamente saggio                | Giuseppe | 27                    |
| I.f                 | Dio infinitamente misericordioso        | La prima promessa del Redentore | 8                     |
| I.g                 | Dio infinitamente fedele                | Ultimi avvertimenti di Mosè ed entrata nella terra promessa | 60                    |
| I.h                 | La SS. Trinità                          | Il battesimo di Gesù Cristo; promessa dello Spirito Santo; istituzione del battesimo | 138-206-229           |
| I.i                 | Il segno della S. Croce                 | Il serpente di bronzo | 58                    |
| I.l                 | La creazione del mondo                  | La creazione del mondo | 5                     |
| I.m                 |                                         | Gli angeli; Tobia; i tre giovani nella fornace; Abacuc; l'angelo della Piscina probatica; l'angelo custode | 6-95-106-109-159-174  |
| I.n                 |                                         | I demonii; Giobbe; Gesù tentato da Satana; Gesù scaccia i demonii | 6-39-139-146          |
| II                  |                                         | Mosè figura di Gesù Cristo; Davide figura di Gesù Cristo | 43-77                 |
| III                 |                                         | Annunciazione della nascita di Gesù Cristo; la nascita di Gesù Cristo | 125-128               |
| IV                  |                                         | La passione e la morte di Gesù Cristo | 202,220               |
| V                   |                                         | La risurrezione di Gesù Cristo | 221                   |
| VI                  |                                         | L'ascensione al cielo di Gesù Cristo | 228                   |
| VII                 |                                         | Il giudizio del gran coppiere e del capo dei panettieri; gli israeliti passano a piedi asciutti il mar Rosso, e gli egiziani sono tutti sommersi dalle onde; la zizzania e il buon grano; i pesci buoni e cattivi; la profezia sul Giudizio Universale; la descrizione dello stesso | 30-48-162-163-196-201 |
| VIII                |                                         | La Pentecoste; Cornelio, il centurione | 230-243               |
| IX.1.a              | La Chiesa, in generale                  | L'alleanza di Dio con Israele; la barca di S. Pietro | 51-147                |
| IX.1.b              | Il Papa                                 | Il sommo sacerdote; elezione di S. Pietro; i cristiani pregano per S. Pietro prigioniero | 55-172,227-245        |
| IX.1.c              | I Vescovi                               | Missione degli apostoli; il primo concilio; discorso di addio di S. Paolo a Mileto | 166-177,228-248-253   |
| IX.1.d-1            | La vera Chiesa è una:                   | Parabola della vigna; preghiera di Cristo per l'unione de' suoi | 187-207               |
| IX.1.d-2            | La vera Chiesa è una santa e cattolica: | Missione degli Apostoli a tutti i popoli; Gesù predice che la Chiesa durerà fino alla fine del mondo; parabola del grano di senapa apostolica; peregrinazioni, opera e morte degli Apostoli                                                                                         | 229-254               |
| IX.2                | L'intercessione dei Santi               | L'intercessione di Abramo per Sodoma; l'intercessione di Mosè a pro degli israeliti; Giuditta intercede pel suo popolo; il sacrificio di Giuda Maccabeo pei defunti; Maria nostra madre                                                                                             | 18-54,60-115-122-217  |
| X                   | La remissione dei peccati               | I Giudei pentiti ed il serpente di bronzo; il paralitico; la Maddalena penitente; il figliuol prodigo; il buon ladrone | 58—147-157-180-217    |
| XI                  | Risurrezione della carne                | Speranza di Giobbe; risurrezione di Lazzaro; risurrezione di Gesù Cristo; risurrezione dei morti | 40-189-221-160        |
| XII                 | La vita eterna                          | I conforti di Eleazaro e dei sette fratelli Maccabei; il ricco Epulone ed il mendico Lazzaro | 118,119-182           |

### I Comandamenti
L'analisi dei Comandamenti presentata dal curatore del libro rappresenta una della parti di maggiori originalità. Infatti vengono elencati oltre il Decalogo una serie di comandamenti della Chiesa e una serie di doveri morali per un totale di 34 dettami. Ognuno di questi è corredato di spiegazione e riscontro in uno o più passi biblici all'interno del volume.
Elenco dei Comandamenti di La storia sacra:
1. Il comandamento dell'amore di Dio
2. Il precetto dell'amore del prossimo
3. Il decalogo
4. Il primo comandamento (I)
  1. Culto interno
  2. Culto esterno
  3. Idolatria
  4. Usurpazione sacrilega
  5. Culto delle sacre immagini
  6. Culto delle sacre reliquie
5. Secondo comandamento (I)
6. Terzo comandamento (I)
7. Quarto comandamento (I)
  1. Figli buoni
  2. Figli cattivi
8. Quinto comandamento
  1. Omicidio
  2. L'ira
  3. Scandalo
9. Sesto comandamento
10. Settimo comandamento
11. Ottavo comandamento
  1. La bugia
  2. La calunnia
12. Nono e decimo comandamento
13. I comandamenti della Chiesa
14. Primo comandamento (II)
15. Secondo comandamento (II)
16. Terzo comandamento (II)
17. Quarto e quinto comandamento (II)
18. Il peccato
19. Superbia
20. Avarizia
21. Lussuria
22. Invidia
23. Gola
24. Ira
25. Accidia
26. Peccati contro lo Spirito Santo
27. La virtù
28. Umiltà
29. Liberalità
30. La purità
31. Carità
32. Temperanza
33. Mansuetudine
34. Zelo nel bene

### Sacramenti
I sacramenti sono la parte conclusiva di tutto il volume. Come nel resto della sezione si ricerca all'interno della monografia l'enunciazione del sacramento in questione. Essi sono: la grazia, il sacramento del Battesimo, il sacramento della Confermazione (o Cresima), il sacramento dell'eucaristia, il sacramento della Penitenza (anche detto Riconciliazione o Confessione), il sacramento dell'Estrema Unzione (o unzione degli infermi), il sacramento dell'ordine, il sacramento del Matrimonio, i sacramentali, l'orazione e le cerimonie della Chiesa (del quale viene selezionato il togliersi i calzari prima di entrare in un luogo santo da parte di Mosè, la consacrazione del tempio, la circoncisione di Gesù e il suo ingresso trionfale in Gerusalemme).

## Approvazioni ecclesiastiche
(Papa Leone XIII. Roma; lettera datata 8 marzo 1880 riferita a La storia sacra illustrata.)
(Nicolò Francesco Florentini †, vescovo di Coira. Approvazione ecclesiale in data 1 maggio 1868.)
Il testo, prima e dopo la pubblicazione, ricevette 60 approvazioni ecclesiastiche e l'8 marzo 1880 l'approvazione pontificia su richiesta degli stessi editori e del Vescovo di Basilea. Nello stesso testo sono riportate integralmente le approvazioni ecclesiastiche da parte del vescovo di Coira, del vescovo di Alessandria e del suo segretario, del vescovo di Amelia, del vescovo dell'Aquila, del vescovo di Biella, del vescovo di Crotone, del vescovo di Fossombrone, del vescovo di Galtelli-Nuoro, del vescovo di Larino, del vescovo di Mondovì, del vescovo di Montalto, del vescovo di Novara, del vescovo di Pavia, dell'arcivescovo di Cagliari, dell'arcivescovo di Firenze, dell'arcivescovo di Lucca, dell'arcivescovo di Ravenna, dell'arcivescovo di Torino, dell'arcivescovo di Udine e dell'arcivescovo di Vercelli.